# Philippe Noiret
Pour les articles homonymes, voir Noiret.
Philippe Noiret, né le 1er octobre 1930 à Lille et mort le 23 novembre 2006 à Paris 7e, est un acteur français.
Considéré comme l'un des grands acteurs du cinéma français, Philippe Noiret joue dans des films attirant en salles un total de plus de 116 millions de spectateurs, ce qui fait de lui l'un des acteurs ayant enregistré le plus d'entrées en France,.
Il a reçu de nombreux prix en France et à l'étranger, dont deux César du meilleur acteur : en 1976 pour Le Vieux Fusil et en 1990 pour La Vie et rien d'autre. Bien que n'ayant pas été formé au Conservatoire de Paris, il est toutefois membre de la « bande du Conservatoire » créée au début des années 1950.

## Biographie

### Jeunesse et formation
Philippe Noiret est issu d'une famille de la petite bourgeoisie provinciale. Son père, Pierre Georges Noiret, descendant d'une vieille souche picarde, est vendeur de faux-cols dans une grande maison de confection, les Établissements Sigrand. Il est passionné de littérature, de textes d'auteurs et de poésie. Sa mère, Lucy Clémence Ghislaine Heirman, d'origine belge, est femme au foyer. Dans son enfance, Philippe reçoit une éducation catholique.
Après de multiples déplacements (Lille, Boulogne-sur-Mer, Berck, Lyon et même le Maroc entre 1936 et 1938), Philippe Noiret passe son enfance à Toulouse en Midi-Pyrénées, région à laquelle il est resté très attaché.
Il étudie au lycée Janson-de-Sailly dans le 16e arrondissement de Paris, d'où il est exclu, puis, en septembre 1945, au collège de Juilly, en Seine-et-Marne. Vivant mal son état de cancre, il chante à la chorale de la Cigale, filiale des Petits Chanteurs à la Croix de Bois, avec laquelle il se produira à la Basilique Saint-Pierre de Rome, à Pâques en 1949. Il enregistre aussi un disque comme chanteur, sous la direction de François Vercken.
À l'imitation de camarades d'ascendance aristocratique avec lesquels il étudie, il obtient pour présent de ses parents, qui vendent leurs alliances pour la lui payer, une chevalière armoriée.
C'est également au collège de Juilly que l'un de ses professeurs, père oratorien, lui révèle sa vocation de comédien. Afin de tester ses aptitudes, le Père Louis Bouyer lui propose de mettre en scène des pièces de théâtre, invitant Julien Green et Marcel Jouhandeau aux représentations. Ces deux derniers écrivains confirment le potentiel de Philippe Noiret pour le métier de comédien.

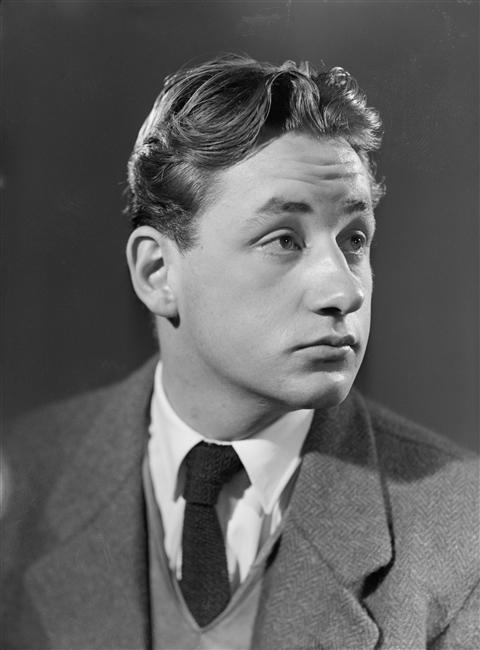
Philippe Noiret âgé d'une vingtaine d'années pose pour le Studio Harcourt à Paris, en 1951.

En 1949, ayant échoué trois fois au baccalauréat, il abandonne ses études et s'inscrit aux cours d'art dramatique de Roger Blin à Paris, à l'association de l'Éducation par le jeu dramatique (EPJD), fondée par Jean-Marie Conty. Puis il se forme au Centre dramatique de l'Ouest, où il rencontre Jean-Pierre Darras.

### Carrière au théâtre

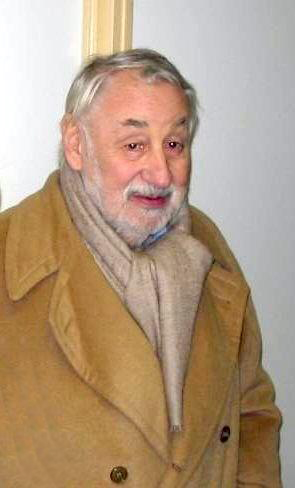
Philippe Noiret lors de l'inauguration de la loge qui lui a été dédiée au théâtre du château d'Eu en Normandie en 2003.

En 1953, Philippe Noiret entre au Théâtre national populaire (TNP) après une audition devant Gérard Philipe, Jean Vilar étant absent. Durant sept ans, il connaît la vie de troupe de théâtre, interprétant plus de quarante rôles des grands classiques (Le Cid de Pierre Corneille en 1953, Macbeth de William Shakespeare en 1954, Dom Juan de Molière en 1955, Le Mariage de Figaro de Beaumarchais en 1956, Le Malade imaginaire en 1957 ou L'École des femmes de Molière en 1958).
Avec la troupe, « composée alors, entre autres, de Jeanne Moreau, Silvia Monfort, Laurence Badie, Anne Caprile et Jean Négroni », il se produit notamment au Théâtre national de Chaillot et au Festival d'Avignon, créé par Jean Vilar.
Il quitte le TNP en 1960 pour jouer dans la pièce de théâtre Château en Suède de Françoise Sagan, sous la direction d'André Barsacq, au Théâtre de l'Atelier. Dans le même temps, il interprète avec succès au cabaret un duo comique d'actualité politique avec Jean-Pierre Darras (à l'Écluse, aux Trois Baudets, à la Villa d'Este et à l'Échelle de Jacob). À travers leurs personnages de Louis XIV et de Jean Racine, les deux comédiens se moquent de la politique du général de Gaulle et de Michel Debré ou d'André Malraux.
De plus en plus sollicité par le cinéma à partir des années 1960, il abandonne le théâtre pendant trente ans, jusqu'à son retour en 1997 dans Les Côtelettes, de Bertrand Blier, où il joue le rôle « d'un pauvre mec de gauche qui se retrouve en train de glisser à droite ». La pièce est jugée sévèrement par la critique, mais est un succès public.
S'ensuivent L'Homme du hasard de Yasmina Reza, aux côtés de Catherine Rich en 2001, Les Contemplations en 2002 où, seul en scène, il se livre à la lecture du texte de Victor Hugo, et enfin Love Letters d'Albert Ramsdell Gurney avec Anouk Aimée en 2005, correspondance épistolaire de deux personnages durant toute leur vie. Ces pièces sont autant de succès critiques et publics.

### Carrière au cinéma

#### Les années 1950-1960: premiers succès
Formé au théâtre, Philippe Noiret n'envisage pas à ses débuts de faire une carrière au cinéma. Il fait une première figuration dans le film Olivia (1951) : on peut l'apercevoir très brièvement en arrière-plan dans la scène du salon de thé.
Sa première véritable expérience cinématographique a lieu en 1955, dans la première réalisation d'Agnès Varda, La Pointe courte. À la dernière minute, il prend la place de Georges Wilson, tombé malade. Il est alors très marqué de se voir pour la première fois à l’écran (marchant de dos), ressentant un certain malaise du fait de son physique, malaise qu'il surmontera lorsqu'il tournera avec Jean Gabin.
Il retrouve le grand écran cinq ans plus tard, avec le rôle de l'oncle Gabriel de Zazie dans le métro de Louis Malle (1960). Cependant, son ascension au cinéma est lente. Alors que le paysage cinématographique est marqué par le mouvement de la Nouvelle Vague, il tourne sous la direction de réalisateurs de l'ancienne génération (comme Jean Delannoy, Abel Gance, René Clair, Pierre Gaspard-Huit ou Jean-Paul Le Chanois), dans des films plutôt mineurs de leurs filmographies, le plus souvent dans des seconds rôles. Parallèlement, il commence une carrière internationale sous la direction de réalisateurs comme Peter Ustinov, William Klein, Basil Dearden, George Cukor ou Vittorio De Sica. Certains des films dans lesquels il joue sont de grands succès publics, ainsi Le Capitaine Fracasse (1961) dont la vedette est Jean Marais, Les Amours célèbres (1961) dans le sketch Lauzun avec Jean-Paul Belmondo, Tout l'or du monde (1961) avec Bourvil, La Porteuse de pain (1963) avec Suzanne Flon ou Monsieur (1964) avec Jean Gabin.
Après un rôle dur dans Thérèse Desqueyroux de Georges Franju en 1962, il accède au sommet de l'affiche en 1965 dans Les Copains d'Yves Robert d'après Jules Romains, puis dans La Vie de château de Jean-Paul Rappeneau (Prix Louis-Delluc 1966) au côté de Catherine Deneuve. Ces deux films sont de grands succès publics. Il rencontre également le succès avec Tendre Voyou de Jean Becker avec Jean-Paul Belmondo (1966) et La Nuit des généraux (1967) d'Anatole Litvak avec Peter O'Toole et Omar Sharif. En 1968, sa carrière prend un nouvel essor avec Alexandre le bienheureux d'Yves Robert. Il obtient les faveurs de la presse et du public pour son rôle de cultivateur soumis à de rudes journées et ayant soudainement décidé d'arrêter de travailler. Le film sort quelques mois avant les événements de mai 68 et les idées libertaires du personnage contribuent à son succès.
En 1969, il tourne avec Alfred Hitchcock dans le film d'espionnage L'Étau, au sein d’une distribution internationale comportant d’autres comédiens français, tels que Dany Robin, Claude Jade, Michel Subor et Michel Piccoli.

#### Les années 1970: la consécration
Le second film charnière de la carrière de Philippe Noiret est La Vieille Fille premier film de Jean-Pierre Blanc, tourné en 1971. Il y donne la réplique à Annie Girardot. C'est un grand succès qui lui permet de s'implanter définitivement dans le paysage cinématographique français, en confortant sa popularité auprès du public. Il enchaine avec La Mandarine d'Edouard Molinaro, toujours avec Annie Girardot. Toujours en 1971, il tourne La Guerre de Murphy (Murphy's War), film de guerre britannique réalisé par Peter Yates avec Peter O'Toole dans lequel il interprète un ingénieur français travaillant pour une compagnie pétrolière dans les derniers jours de la Seconde Guerre mondiale au Venezuela.
Il tourne beaucoup, donnant leur chance à de jeunes réalisateurs (Edmond Freess, Henri Graziani, Marco Pico, Bertrand Tavernier) et les productions plus commerciales (L'Attentat, Le Serpent). Sa rencontre avec Tavernier, qu'il a aidé à monter L'Horloger de Saint-Paul est particulièrement importante, au point qu'il devient son comédien fétiche et tournera sept autres films avec lui : Que la fête commence (1975), Le Juge et l'Assassin (1976), Coup de torchon (1981), La Vie et rien d'autre (1989) et La Fille de d'Artagnan (1994), films dans lesquels il endosse les premiers rôles ; et il effectue quelques participations amicales, d'une part dans Une semaine de vacances (1981) où il reprend son personnage de L'Horloger de Saint-Paul (le temps d'une scène, ce dernier évoque les événements relatés dans le film précédent et présente un personnage plus apaisé ayant tiré des leçons de la vie) et, d'autre part, dans Autour de minuit (1986). De plus, La Mort en direct (1980) aurait pu porter à neuf le nombre de leur collaboration, puisque Philippe Noiret devait interpréter le rôle du mari de Romy Schneider. Cependant, absent des plateaux de cinéma pour cause de santé, il est remplacé par Max von Sydow.
Tout au long de sa carrière, Philippe Noiret a fait preuve d’éclectisme dans ses choix, lui permettant de s’imposer aussi bien dans la comédie que dans le drame ou les films noirs. Sa femme, Monique Chaumette, a été une précieuse conseillère. De même, n'ayant pas le physique de jeune premier, il interprète des personnages de « Monsieur Tout-le-Monde », tout en jouant avec son image. Il est sollicité pour des rôles de personnages odieux comme il en avait déjà joué dans La Porteuse de pain (1963), pour des films avec une dimension engagée (comme Trois Frères en 1980, interprétant un juge menacé de mort par les Brigades rouges ou Les Lunettes d'or en 1987, avec le rôle d'un homosexuel à l'époque fasciste). On lui refuse le rôle de Porthos au cinéma, car « le metteur en scène ne l'a pas trouvé assez grand et a pensé qu'il n'avait pas l'humour du personnage ». Ou encore, il n'hésite pas à accepter des rôles controversés. Ce fut le cas avec La Grande Bouffe de Marco Ferreri aux côtés de Marcello Mastroianni, Michel Piccoli, Ugo Tognazzi et son épouse Monique Chaumette. Ce film, qui relate l'histoire d'un groupe d'amis quinquagénaires, désabusés de la vie, ayant décidé de se suicider collectivement dans une dernière orgie en se gavant de nourriture et de sexe, provoque un scandale au Festival de Cannes 1973.

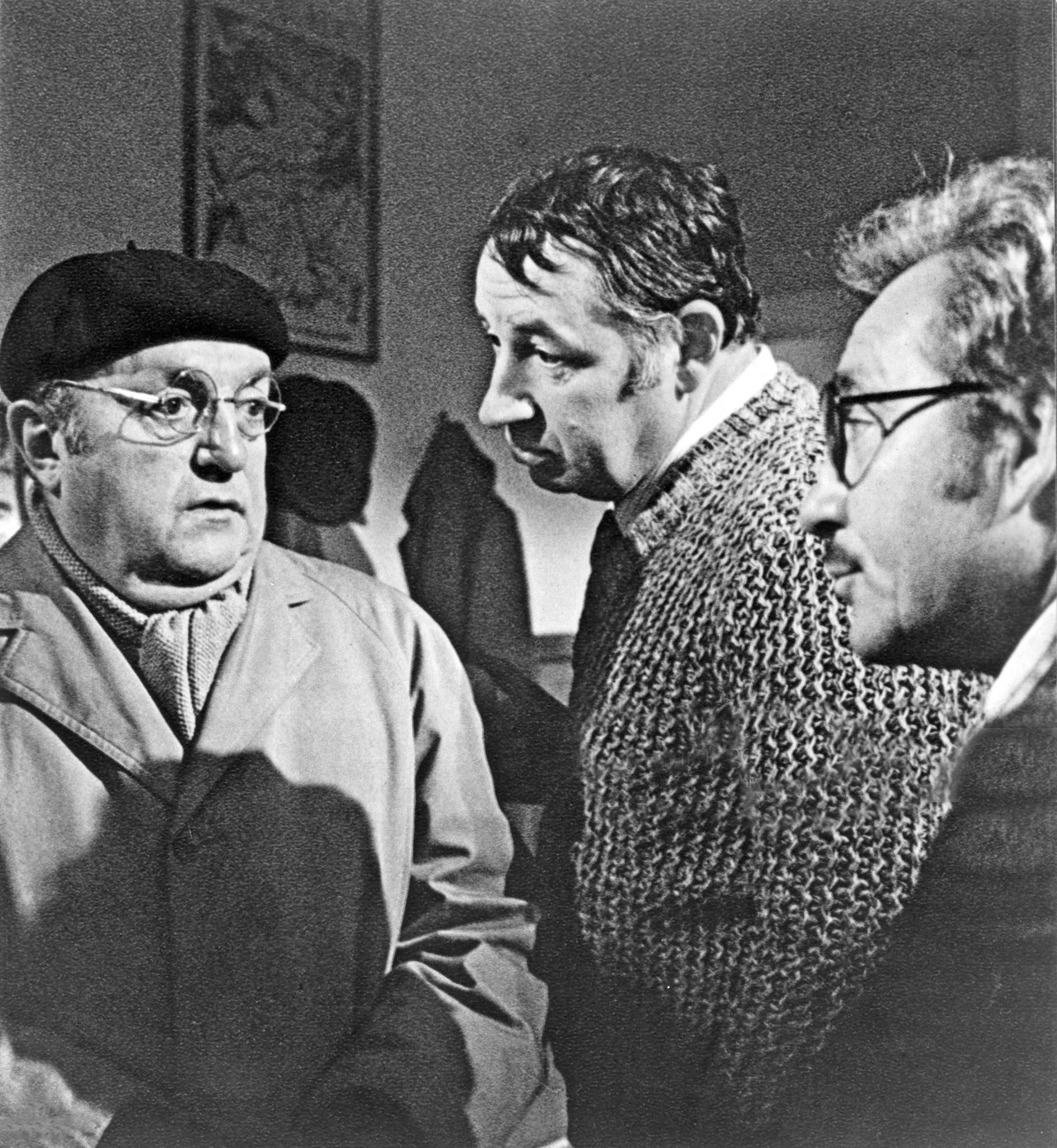
Régulièrement engagé pour des films à l'étranger, on le retrouve en 1975, aux côtés de Bernard Blier et Ugo Tognazzi dans le film italien Mes chers amis.

Par ailleurs, production franco-italienne, La Grande Bouffe lui ouvre les portes d'une carrière en Italie. Ainsi, dès 1973, il retrouve Marco Ferreri pour Touche pas à la femme blanche. Puis il tourne notamment Mes chers amis de Mario Monicelli (1975), dont l'énorme succès le fait définitivement adopter par le public italien et dont il tournera la suite en 1982 (Mes chers amis 2), Le Désert des Tartares de Valerio Zurlini en 1976, Trois Frères de Francesco Rosi en 1980, La Famille d'Ettore Scola en 1986, Les Lunettes d'or de Giuliano Montaldo en 1987, puis Cinema Paradiso de Giuseppe Tornatore en 1988 ou Le Facteur de Michael Radford en 1994. Au total, il tournera une vingtaine de films en Italie.
Le 3 avril 1976, il obtient son premier César du meilleur acteur pour son rôle dans Le Vieux Fusil de Robert Enrico, à l'occasion de la 1re édition de la cérémonie. Il prend le rôle d’un médecin qui venge la mort de sa femme et sa fille, sauvagement assassinées par des soldats SS, à la fin de l'Occupation allemande. C'est un film s'inspirant du Massacre d'Oradour-sur-Glane en Haute-Vienne par la 2e division SS Das Reich commandé par le commandant Adolf Diekmann. Le film remporte un énorme succès, et avec ce personnage fou de douleur face à la mort de sa femme, qui est interprétée par Romy Schneider, il impose l'image d'homme séduisant. Le face-à-face avec Romy Schneider, marquée par la vie, et malgré des débuts délicats, se révèle finalement une belle rencontre humaine entre les deux acteurs et donnera lieu à de grands moments de cinéma (notamment lors de la séquence tournée à La Closerie des Lilas qui relate la rencontre entre Julien Dandieu et celle qui deviendra l'épouse adorée du personnage. Il lui déclare de but en blanc qu'il l'aime et qu'il désire l'épouser après l'avoir regardée en silence). Il retrouve par la suite des personnages charmants, notamment face à Catherine Deneuve, Sabine Azéma, Charlotte Rampling (Un taxi mauve), Simone Signoret, Fiona Gélin ou Ornella Muti. Du fait de cette image qu'il impose désormais, il devient le premier homme à faire la couverture du magazine féminin Elle en 1978.
En 1978, il prête sa voix au spectacle de nuit La Cinéscenie du Puy du Fou, aux côtés d'Alain Delon, Jean Piat, Suzanne Flon ou encore Robert Hossein.
Cependant, la fin des années 1970 est marquée par quelques difficultés connues par l'industrie cinématographique et des projets ne voient pas le jour. Philippe Noiret s'engageant sur certains de ces projets et attendant leur aboutissement, il tourne alors moins de films. Ou bien certains films sont entrepris, mais ne sont pas menés à terme, comme Coup de foudre de Robert Enrico (1977) avec Catherine Deneuve, qui est arrêté au bout d’une semaine de tournage. Puis il reste un an sans tourner, étant malade.

#### Les années 1980: une figure incontournable du cinéma français
Philippe Noiret revient sur grand écran dans les années 1980 avec Pile ou Face de Robert Enrico.
Durant cette décennie, il devient un acteur incontournable du paysage cinématographique, tournant avec les réalisateurs reconnus : Pierre Granier-Deferre, Alain Corneau, Philippe de Broca, Bertrand Tavernier, Claude Chabrol, Claude Zidi ou Ettore Scola, ainsi que dans de multiples films ayant connu le succès. Il joue également des films au budget important comme Fort Saganne d’Alain Corneau (1984) ou Chouans ! de Philippe de Broca (1988).
En 1984, il tourne le premier volet de la trilogie à grand succès Les Ripoux de Claude Zidi, un tandem tonitruant de flics formé avec Thierry Lhermitte, où il initie celui-ci, jeune policier novice sorti de l’école, aux petites combines à l'amiable avec les truands. Il retrouvera son personnage de René Boisrond en 1990 dans Ripoux contre ripoux, puis Ripoux 3 en 2003. Régine, Line Renaud et Grace de Capitani endossent le costume de leurs compagnes prostituées.
En 1986, il tourne Masques de Claude Chabrol, critique de la télévision et du monde bourgeois. Il prend les traits d’un animateur de télévision qui derrière sa bonhomie cache une figure exécrable, n'hésitant pas à séquestrer et tuer pour arriver à ses fins. En 1987 il est le narrateur dans le court métrage d'animation L'homme qui plantait des arbres de Frédéric Back. En 1988, il tourne Cinema Paradiso de Giuseppe Tornatore qui le rend internationalement célèbre, notamment du fait de son accueil extrêmement chaleureux au Festival de Cannes 1989, ou encore La Vie et rien d'autre de Bertrand Tavernier pour lequel il reçoit son second César du meilleur acteur en 1990.

#### Les années 1990-2000: une période en retrait

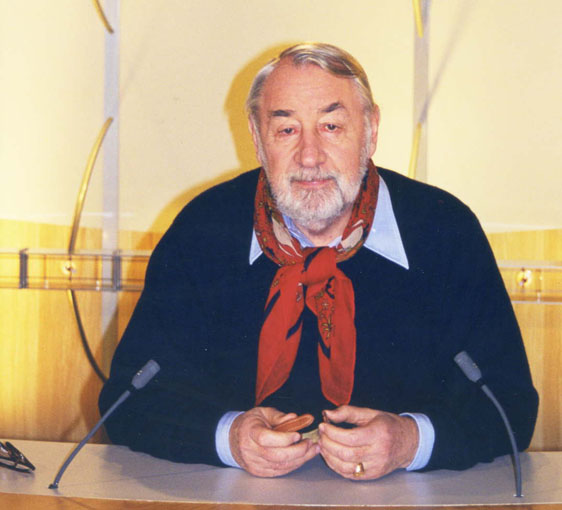
Philippe Noiret sur le plateau de la chaîne i-Télé, le 10 janvier 2000.

Dans les années 1990, Philippe Noiret continue à tourner parmi ses films les plus notables comme Uranus de Claude Berri (1990), J'embrasse pas d'André Téchiné (1991) où il endosse le rôle d’un homosexuel sollicitant les prostitués, Max et Jérémie de Claire Devers (1992) film noir où il interprète le personnage sombre d'un tueur à gages, ou encore Le Facteur de Michael Radford (1994) où il campe le rôle du poète chilien Pablo Neruda exilé en Italie pour protester contre la présidence de González Videla.
En 1996, il retrouve ses deux grands amis Jean Rochefort et Jean-Pierre Marielle dans un trio au sommet avec le film Les Grands Ducs de Patrice Leconte, qui n'obtient pas le succès escompté. Cette même année, il prête sa voix au personnage de Draco dans le film Cœur de dragon (doublé par Sean Connery en version originale). En 1997, il retrouve son complice Philippe de Broca dans Le Bossu, où il endosse de nouveau le costume du régent Philippe d'Orléans, une vingtaine d'années après Que la fête commence.
En mai 2000, Gilles Jacob lui remet le Trophée du meilleur ouvrier de France.
Moins sollicité par le cinéma dans les années 2000, il revient sur les planches, avant un ultime succès sur grand écran avec Père et Fils de Michel Boujenah en 2003. Sur le ton de l'humour, il joue le personnage d’un père de famille s’inventant une maladie grave afin de partir en voyage avec ses trois enfants en vue de les réconcilier.
C'est également Michel Boujenah qui lui offre son dernier rôle. Philippe Noiret a participé deux jours au début du tournage de Trois Amis. Se sachant gravement malade, il a souhaité que Michel Boujenah inscrive au générique du début : « Avec Philippe Noiret, qui passait par là ».
À l'occasion du 14 juillet 2005, alors qu'il l'avait toujours refusée auparavant (estimant que la reconnaissance venait du public), il se voit remettre la décoration de chevalier de la Légion d'honneur par le Premier ministre Dominique de Villepin. Il est alors âgé de 74 ans.

### Vie privée

#### Famille
En 1962, Philippe Noiret épouse la comédienne Monique Chaumette, rencontrée au Théâtre national populaire. Ils ont une fille, Frédérique Noiret (née le 25 mai 1960) qui est assistante de direction de tournage de cinéma et scénariste. Il est le grand-père de Deborah Grall, également comédienne et n'a pas connu son arrière-petite-fille, Lou, née en 2013.
Il possédait une maison à Montréal dans l'Aude à vingt kilomètres à l'ouest de Carcassonne, où il se ressourçait régulièrement, lorsqu'il ne travaillait pas, et où il cultivait sa passion de l'élevage de chevaux. C'est dans les environs de sa propriété que l'ultime scène du film La Vie et rien d'autre de Bertrand Tavernier a été tournée, scène dans laquelle son personnage se promène à travers la campagne.
Dans les années 1980, il a arrêté toute consommation d'alcool à la suite d'une hospitalisation pour de graves douleurs au ventre, mais a continué de fumer deux cigares par jour.

#### Mort

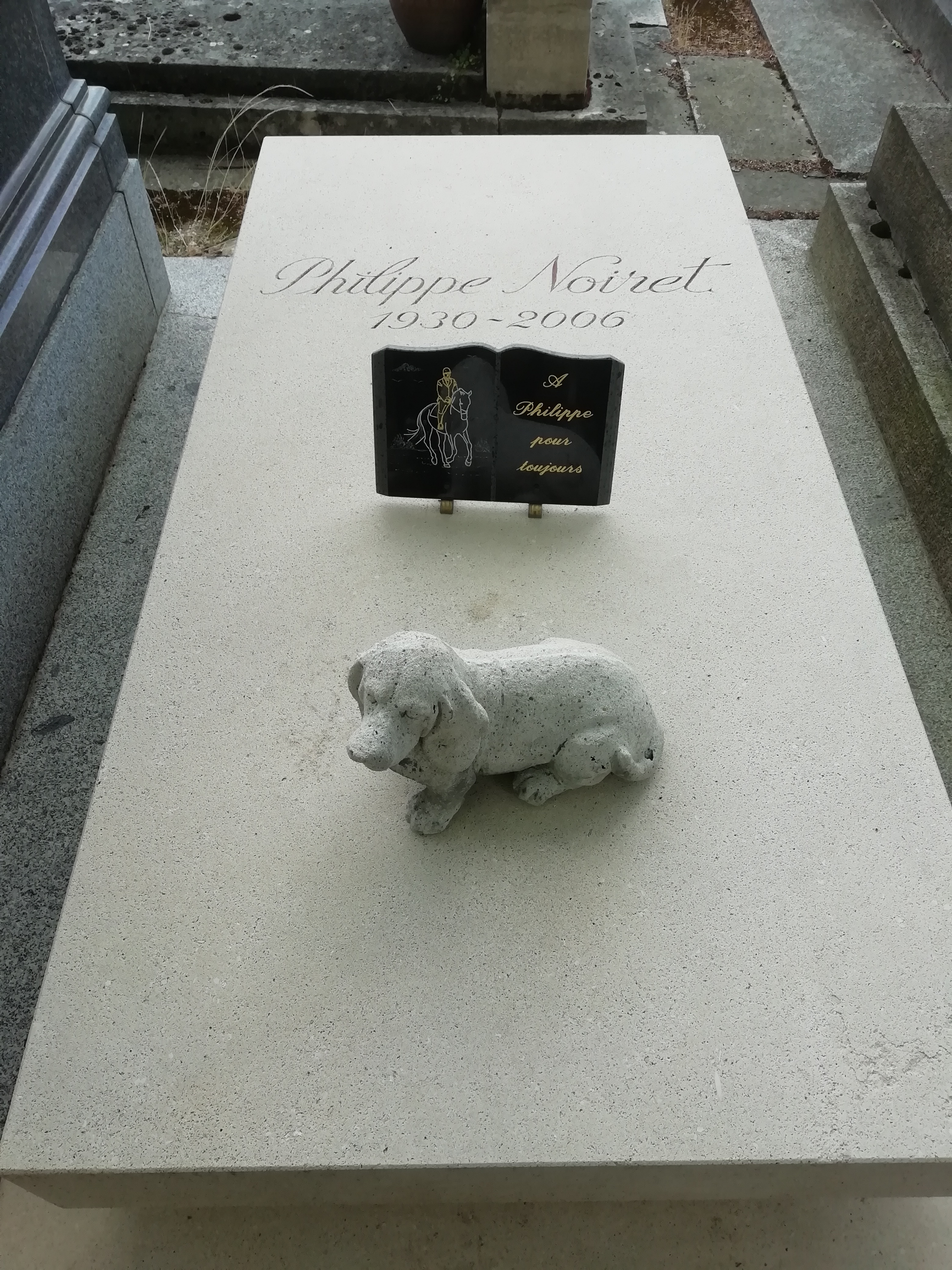
Tombe de Philippe Noiret au cimetière du Montparnasse (division 3).

Philippe Noiret meurt dans l'après-midi du 23 novembre 2006 (vers 18 heures) à son domicile parisien, à l'âge de 76 ans, des suites d'un cancer généralisé. Son ami Jean Rochefort dit de lui : « Un grand seigneur nous a quittés. »
Parmi les hommages officiels, celui du président de la République Jacques Chirac : « Avec lui, c'est un géant qui nous quitte, il restera l'un de nos plus grands acteurs » et celui du ministre de la Culture Renaud Donnedieu de Vabres : « Philippe Noiret était une immense figure du septième art mais aussi l'un des acteurs les plus aimés et les plus respectés des Français. […] Nous garderons le souvenir de son élégance, dans tous les sens du terme, de sa voix incomparable et reconnaissable entre toutes. »
Ses obsèques sont célébrées en la basilique Sainte-Clotilde à Paris en présence de nombreux cinéastes et comédiens dont beaucoup ont tourné avec lui et du Premier ministre Dominique de Villepin. Très affectés, ses amis Jean-Pierre Marielle et Jean Rochefort préfèrent ne pas assister à la cérémonie. Il est inhumé le 27 novembre 2006 au cimetière du Montparnasse (3e division) à Paris, face à la tombe de l'acteur et réalisateur Jean Poiret, de l'autre côté de l'avenue Transversale.

#### Résidences
- Domaine de Turcy acquis en 1976 dans la commune de Montréal à vingt kilomètres à l'ouest de Carcassonne.
- Au 18, rue de Bourgogne dans le 7e arrondissement de Paris[5].
- À la fin des années 1960, il acquiert une maison à Mareil-Marly, avec un jardin contigu à celui de Jean Rochefort, son grand ami.
- Il fréquente très souvent, avec son épouse, la ville du Touquet-Paris-Plage, réputée pour ses installations équestres, où il s'adonne à sa passion, le cheval. En hommage, la municipalité a donné son nom à une voie proche du centre équestre, allée Philippe-Noiret[21].

## Théâtre

### Comédien

#### Années 1950
- 1951 : Volpone de Stefan Zweig et Jules Romains d'après Ben Jonson. Mise en scène d'Hubert Gignoux, Centre dramatique de l'Ouest - Leone
- 1952 : Electre de Sophocle. Mise en scène d'Albert de Médina, création aux « Mardis de l'Œuvre » - Egisthe
- 1952 : Le Malade imaginaire de Molière. Mise en scène d'Henry Grangé, Centre dramatique de l'Ouest - Béralde
- 1952 : Intermezzo de Jean Giraudoux. Mise en scène de Maurice Jacquemont, Centre dramatique de l'Ouest - Crapuce
- 1952 : La Nuit des rois de William Shakespeare. Mise en scène de Jean Deninx, théâtre de l'Œuvre - Messire Tobby Belch
- 1952 : Aux quatre vents du rire. Création d'un spectacle de comédie avec la compagnie Jean Deninx comprenant : Les Précieuses ridicules de Molière, Embrassons-nous, Folleville ! d'Eugène Labiche, Mais n'te promène donc pas toute nue ! de Georges Feydeau et Seul d'Henri Duvernois
- 1952 : Doña Rosita ou Le Langage des fleurs, ou La Fleur merveilleuse de Federico Garcia Lorca. Mise en scène de Claude Régy, création aux « Mardis de l'Œuvre » puis reprise au Théâtre des Noctambules - le professeur d'économie

#### Années 1950-1960: au Théâtre National Populaire
- 1953 : La Mort de Danton de Georg Büchner. Mise en scène de Camille Demangeat, Théâtre national populaire - le citoyen Noiret
- 1953 : Dom Juan de Molière. Mise en scène de Jean Vilar, Théâtre national populaire - le Commandeur
- 1953 : La Tragédie du roi Richard II de William Shakespeare. Mise en scène de Jean Vilar, Théâtre national populaire - le Duc de Northumberland, un Lord et le geôlier.
Lors de la reprise en juillet 1953 au Festival d'Avignon, il joue les rôles de Sir Étienne Scroop, du geôlier et du Duc de Surrey
- 1954 : Ruy Blas de Victor Hugo. Mise en scène de Jean Vilar, Théâtre national populaire - le Comte de Camporéal et un laquais
- 1954 : Cinna de Pierre Corneille. Mise en scène de Jean Vilar, Théâtre national populaire - Evandre
- 1954 : Le Prince de Hombourg d'Heinrich von Kleist. Mise en scène de Jean Vilar, Théâtre national populaire - le Comte Reuss et Sparren
- 1954 : Macbeth de William Shakespeare. Mise en scène de Jean Vilar, Théâtre national populaire - Ross, un noble d'Écosse et le deuxième roi
- 1954 : Le Médecin malgré lui de Molière. Mise en scène de Jean-Pierre Darras, Théâtre national populaire - Valère
- 1955 : L'Étourdi de Molière. Mise en scène de Daniel Sorano, Théâtre national populaire : Truffaldin, le vieillard
- 1955 : Dom Juan de Molière. Mise en scène de Jean Vilar, Théâtre national populaire (reprise de la pièce) - Dom Louis
- 1955 : La Ville de Paul Claudel. Mise en scène de Jean Vilar, Théâtre national populaire - Avare
- 1955 : Marie Tudor de Victor Hugo. Mise en scène de Jean Vilar, Théâtre national populaire - Simon Renard
- 1956 : Les Femmes savantes de Molière. Mise en scène de Jean-Paul Moulinot, Théâtre national populaire - Vadius
- 1956 : Ce Fou de Platonov d'Anton Tchekhov. Mise en scène de Jean Vilar, Théâtre national populaire - Ossip, un moujik
- 1956 : Le Mariage de Figaro de Beaumarchais. Mise en scène de Jean Vilar, Théâtre national populaire - Bartholo
- 1956 : Cinna de Pierre Corneille. Mise en scène de Jean Vilar, Théâtre national populaire - Evandre
- 1956 : L'Avare de Molière. Mise en scène de Jean Vilar, Théâtre national populaire - le clerc
- 1957 : Le Faiseur d'Honoré de Balzac. Mise en scène de Jean Vilar, Théâtre national populaire - Justin, le valet de chambre
- 1957 : Le Mariage de Figaro de Beaumarchais. Mise en scène de Jean Vilar, Théâtre national populaire - Bartholo
- 1957 : Le Malade imaginaire de Molière. Mise en scène de Daniel Sorano, Théâtre national populaire - Fleurant et le président dans le divertissement
- 1958 : Lorenzaccio d'Alfred de Musset. Mise en scène de Gérard Philipe, Théâtre national populaire - le Duc Alexandre
- 1958 : Ubu d'Alfred Jarry. Mise en scène de Jean Vilar, Théâtre national populaire - le Duc de Corlande (dans la première partie) et Soliman (dans la seconde partie)
- 1958 : L'École des femmes de Molière. Mise en scène de Georges Wilson, Théâtre national populaire - Oronte, le père d'Horace
- 1958 : Œdipe de Sophocle, adaptation d'André Gide. Mise en scène de Jean Vilar, Théâtre national populaire - Tirésias
- 1958 : Les Caprices de Marianne d'Alfred de Musset. Mise en scène de Jean Vilar, Théâtre national populaire - un spadassin
- 1958 : Le Cid de Corneille. Mise en scène de Jean Vilar, Théâtre national populaire - Don Gomès, le Comte de Gormas, père de Chimène
- 1959 : La Fête du cordonnier de Michel Vinaver, d'après Thomas Dekker. Mise en scène de Georges Wilson, Théâtre national populaire - le prince de Lincoln
- 1959 : Le Songe d'une nuit d'été de William Shakespeare. Mise en scène de Jean Vilar, Théâtre national populaire - Marmiteux et « Le Mur »
- 1959 : Mère Courage de Bertolt Brecht. Mise en scène de Jean Vilar, Théâtre national populaire - le recruteur
- 1959 : Meurtre dans la cathédrale de Thomas Stearns Eliot. Mise en scène de Jean Vilar, Théâtre national populaire - le deuxième tentateur, le quatrième chevalier
- 1960 : Les Femmes savantes de Molière. Mise en scène de Jean-Paul Moulinot, Théâtre national populaire - Vadius

#### Années 1960
- 1960 : Château en Suède de Françoise Sagan. Mise en scène d'André Barsacq, Théâtre de l'Atelier - Hugo
- 1961 : Les « Béhohènes » de Jean-Pierre Darras et Jean Cosmos. Mise en scène de Jean-Pierre Darras, Théâtre du Vieux-Colombier - un professeur, le pommier, Monsieur Cromagnon, Pythagore, Jupiter, un chevalier, Louis XIV mûr, Benjamin Franklin, un commissaire du peuple, Napoléon, un monsieur de 1925
- 1962 : Les Fochés de Jean Marsan. Mise en scène de Jean Marsan et Marc Doelnitz, Théâtre des Nouveautés - Jacques
- 1964 : Photo-Finish de Peter Ustinov. Mise en scène de Peter Ustinov, Théâtre des Ambassadeurs - Reginald Kinsale et Tommy
- 1966 : Drôle de couple de Neil Simon. Mise en scène de Pierre Mondy, Théâtre de la Renaissance - David

#### Années 1990-2000
- 1997 : Les Côtelettes de Bertrand Blier. Mise en scène de Bernard Murat, Théâtre de la Porte-Saint-Martin - Léonce[22]
- 2001 : L'Homme du hasard de Yasmina Reza. Mise en scène de Frédéric Bélier-Garcia, Théâtre de l'Atelier - L'Homme
- 2002 : Les Contemplations de Victor Hugo. Mise en scène Frédéric Bélier-Garcia et Antoine de Meaux, Comédie des Champs-Élysées - Seul en scène
- 2005 : Love letters d'Albert Ramsdell Gurney. Mise en scène de Sandrine Dumas, Théâtre de la Madeleine - Thomas

## Distinctions

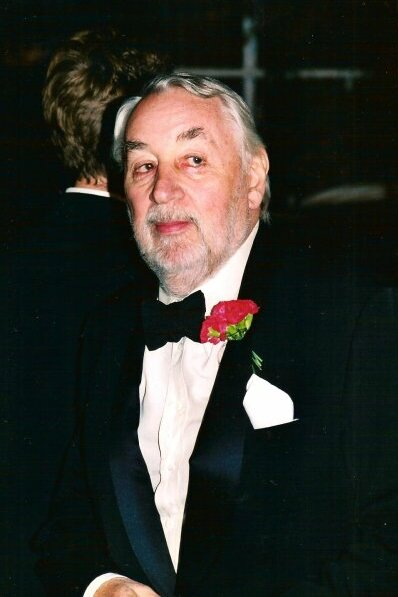
Philippe Noiret au festival de Cannes 2003.

### Récompenses
- National Board of Review Awards 1970 : Meilleur acteur dans un second rôle pour L'Étau
- Berlinale 1972 : Prix CIDALC (mention honorable) et prix UNICRIT (conjointement avec Annie Girardot) pour La Vieille Fille
- Étoiles de cristal 1974 : Prix d’interprétation masculine pour L'Horloger de Saint-Paul
- César 1976 : César du meilleur acteur pour Le Vieux Fusil
- David di Donatello  1976 : meilleur acteur pour Le Vieux Fusil
- Festival de Rio de Janeiro 1985 : Toucan d’or pour Les Ripoux[réf. souhaitée]
- Ruban d'argent 1986 : meilleur acteur étranger pour Coup de torchon
- Prix du cinéma européen 1989 : meilleur acteur européen pour La Vie et rien d'autre et Cinema Paradisio
- César 1990 : César du meilleur acteur pour La Vie et rien d'autre
- David di Donatello 1990 : meilleur acteur pour La Vie et rien d'autre
- Festival de Buenos Aires 1990 : Prix Spécial d’interprétation pour La Vie et rien d'autre
- Festival d’Assomption 1990 : Prix spécial d’interprétation pour La Vie et rien d'autre
- BAFTAS 1991 : British Academy Film Award du meilleur acteur pour Cinema Paradiso
- Festival de Cannes 2000 : Palme d'honneur
- Prix Rudolf Valentino 2000
- Prix Henri-Langlois 2006 - Rencontres Internationales du Cinéma de Patrimoine de Vincennes

### Nominations
- César 1981 : César du meilleur acteur pour Pile ou face
- César 1982 : César du meilleur acteur pour Coup de torchon
- César 1985 : César du meilleur acteur pour Les Ripoux

### Décoration
- 2005 :  Chevalier de la Légion d'honneur

### Odonymes
- L'espace Philippe-Noiret aux Clayes-sous-Bois (Yvelines) qui comporte un cinéma et des salles de théâtre.
- L’espace culturel Philippe-Noiret au Portel.
- Rue Philippe-Noiret à Brétigny-sur-Orge, Châteauroux, Couëron, Marcq-en-Barœul, Nieppe, Saint-André-lez-Lille.
- Chemin Philippe-Noiret à Mareil-Marly.